# بركت أحمر ضئيل
البركت الأحمر الضئيل وهو أيضاً معروف بمسمى بركت الإكوادور الأحمر (الاسم العلمي: Mazama rufina) (بالإنجليزية: Little red brocket)‏ هو نوع من الحيوانات يتبع جنس البركت من فصيلة الأيليات. هو أيل صغير، تمت دراسته بشكل صغير، يقبع موطنه في الأنديز في كولومبيا والإكوادور وشمال البيرو، حيث يتواجد في الغابات وفي البارامو في ارتفاعات تصل بين 1,400 و3،600 متر. وهو يعد واحد من أصغر البركت. فروه أحمر، لون سيقانه وقرونه أسود. 